# قسم باتشة لك الشرقي الريفي (مقاطعة أليغودرز)
قسم باتشة لك الشرقي الریفي (بالفارسية: دهستان پاچه‌لک شرقی) هي قسم تقع في إيران في قسم. يقدر عدد سكانها بـ 6,478 نسمة .